# Świnino
Świnino – osada w Polsce położona w województwie dolnośląskim, w powiecie polkowickim, w gminie Grębocice.
W latach 1975–1998 miejscowość administracyjnie należała do województwa legnickiego.

## Zabytki
Do wojewódzkiego rejestru zabytków wpisany jest:
- zespół pałacowy, z XVIII-XIX w.:
  - pałac
  - spichrz
  - dom folwarczny
  - park.

## Przypisy

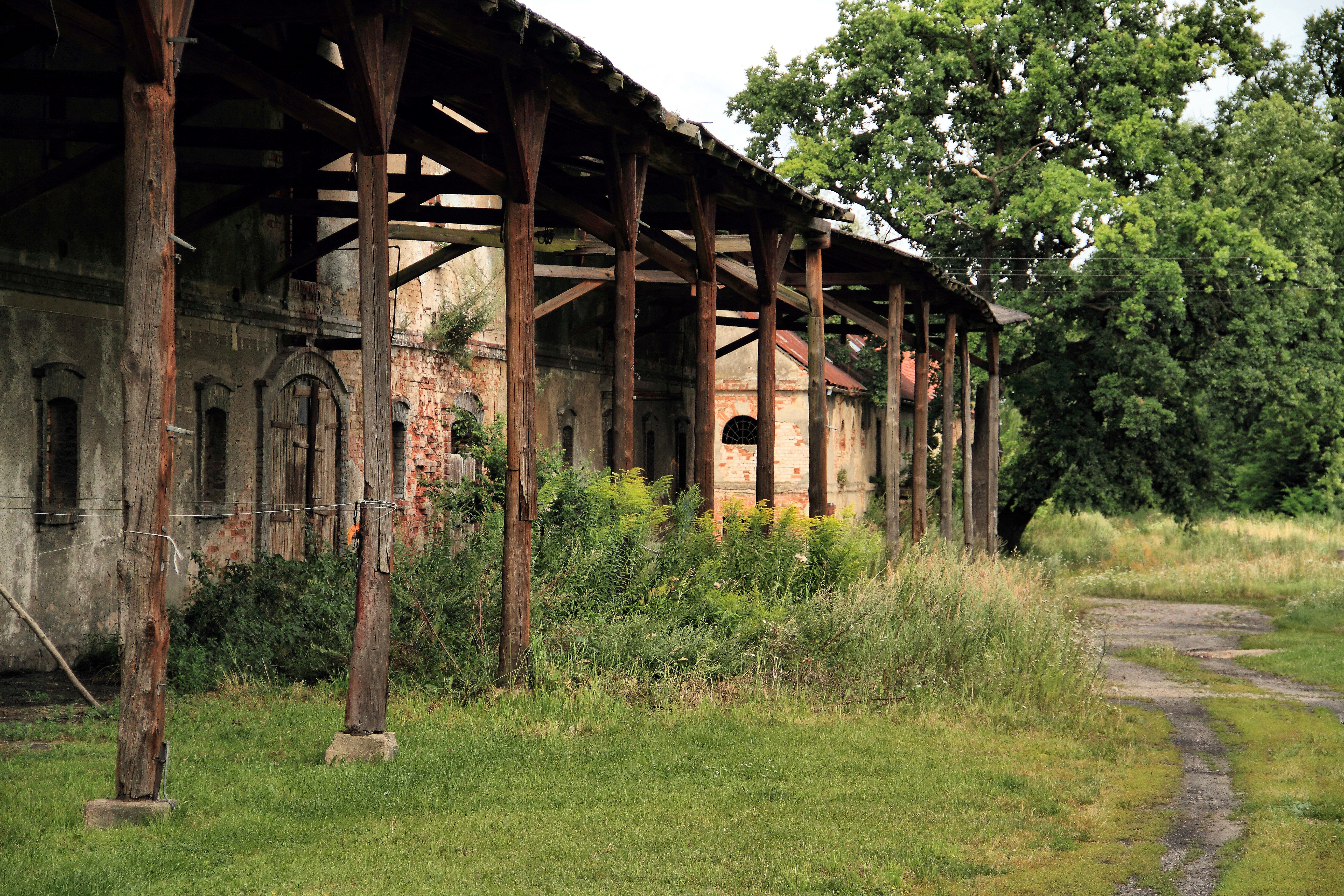
Budynki gospodarcze przy pałacu